# ウィンディ (気象サービス)
ウィンディ（英: Windy）は、インタラクティブな気象サービスである。
ルカチョヴィッチは趣味であるスノーカイトやカイトサーフィンに没頭しており、ヘリや飛行機の操縦士が風や波の状態をMETARから収集している過程を観察したことが切っ掛けとなり、プログラミングが得意であったルカチョヴィッチは2014年に試用版の立ち上げを行っている。メテオブルーで地図上に表示される詳細な気圧配置や気象に関する各種グラフ、キャメロン・ベッカリオのオープンソースプロジェクトであった「Earth」に誘発され、Earthのソースコードを自身で書き直し実装している。また、メテオブルーとも一部利用に関する契約を結んでいる。
2025年6月現在で世界で495番目にアクセスされたサイトで、天気カテゴリーでは6番目である。

## 利用データ
設立当初、風の動きを示すアニメーションのみに重点を置いていたが、現在では温度、湿度、気圧、雲底、海水温や波の高さなどのほかに、様々なパラメータが備わる追加パネルが実装されている。風の動きを示すアニメーションはキャメロン・ベッカリオ（Cameron Beccario）が作成したオープンソース「Earth wind map」を基に表示が行われている 。

### 日本で使用できる気象モデル一覧
- ECMWF - 解像度9km、全世界で利用可能
- GFS - 解像度22km、全世界で利用可能
- ICON - 解像度13km、全世界で利用可能
- METEOBULE 、全世界で利用可能
- MSM - 解像度5km、日本のみで利用可能[6]